# 노인복지당
노인복지당(老人福祉黨)은 2016년에 김호일을 중심으로 창당한 중도주의 정당이다.
창당 당시에는 '한누리평화통일당'이라는 이름으로 창당하였다가, 대한민국 제20대 국회의원 선거 때는 '친반평화통일당'으로 등록했다. 이후 총선이 끝나면서 다시 한누리평화통일당으로 환원했다가, 2020년부터 '한국복지당'이라는 이름으로 변경하였다. 이후 2023년에 '노인복지당'으로 이름을 변경하였다.